# ستيفاني فونجساوثي
ستيفاني فونجساوثي (بالفرنسية: Stéphanie Vongsouthi)‏ مواليد 15 سبتمبر 1988م، هي لاعبة كرة مضرب فرنسية تلعب باليد اليمنى وتحتل حالياً المرتبة 1096 (7 مايو 2012) في تصنيف رابطة محترفات كرة المضرب. أعلى تصنيف لها في الفردي كان 311. أعلى تصنيف لها في الزوجي كان 323.

## روابط خارجية
- ستيفاني فونجساوثي على موقع رابطة محترفات التنس (الإنجليزية)
- ستيفاني فونجساوثي على موقع الاتحاد الدولي لكرة المضرب (الإنجليزية)